# Calycomyza platyptera
Calycomyza platyptera är en tvåvingeart som först beskrevs av Thomson 1869.  Calycomyza platyptera ingår i släktet Calycomyza och familjen minerarflugor. Inga underarter finns listade i Catalogue of Life.